# Curcuma supraneeana
Curcuma supraneeana là một loài thực vật có hoa trong họ Gừng. Loài này được Walter John Emil Kress và Kai Larsen mô tả khoa học đầu tiên năm 2001 dưới danh pháp Smithatris supraneanae. Năm 2015, Jana Leong-Škorničková gộp Smithatris vào chi Curcuma và chuyển nó sang chi này, theo danh pháp được Walter John Emil Kress và Thet Htun chỉnh lại từ Smithatris supraneanae thành Smithatris supraneeana trong bài báo năm 2003. Mẫu định danh: K. Larsen 47207 (holotype) thu thập ngày 5 tháng 9 năm 1998 ở tọa độ 16°45′0″B 100°50′0″Đ / 16,75°B 100,83333°Đ, cao độ khoảng 200 m trên núi đá vôi tại tỉnh Saraburi, miền trung Thái Lan.

## Từ nguyên
Danh từ giống cái Smithatris là để vinh danh nhà thực vật học người Scotland Rosemary M. Smith còn tính từ định danh supraneanae / supraneeana là để vinh danh bà Supranee Kongpitchayanond, một người trồng các loài cây họ Gừng nổi tiếng ở Thái Lan và cũng là người đã thông báo cho nhóm tác giả về loài này.

## Phân bố
Loài này có ở miền trung Thái Lan. Môi trường sống là rừng lá sớm rụng thưa trên đất có nguồn gốc đá vôi hay đồng cỏ trên các sườn dốc đá vôi, ở cao độ 100–200 m.

## Mô tả
Cây thảo thân rễ cao tới 120 cm, rễ có các củ hình cầu. Tương tự như C. myanmarensis ở chỗ lá có cuống, cuống cụm hoa dài với các lá bắc ken đặc, ống tràng hoa dài cong theo kiểu xoắn ốc để kéo hoa tụt vào trong lá bắc sau khi nở. Tuy nhiên, chúng khác nhau ở chỗ C. supraneeana về tổng thể là cao lớn hơn, phiến lá hình mũi mác với cuống lá ngắn hơn (~ 4 cm), cuống cụm hoa dài hơn (tới 100 cm), tất cả các lá bắc đều tươi màu và là hữu sinh. Hoa của chúng cũng có khác biệt, với C. supraneeana có thùy tràng lưng có nắp và lớn hơn 2 thùy tràng bên; các nhị lép bên với thùy tràng lưng tạo thành một nắp phía trên bao phấn và cánh môi xẻ thùy sâu.

## Sử dụng
Những thân cây có hoa được người dân địa phương thu hái trong mùa Khao Phansa của Phật giáo và bán cho khách viếng thăm chùa. Gần đây nó cũng bắt đầu được trồng ở Thái Lan và xuất khẩu sang châu Âu. Có hàng ngàn cây mọc trong Vườn thực vật Phu Kae.